# Ximian
Ximian era una empresa proveedora de software libre para Linux y Unix. Originariamente conocida como Helix Code, Ximian fue fundada por Miguel de Icaza y Nat Friedman en octubre de 1999. 
Novell compró la compañía en agosto de 2003 obliterando toda traza de Ximian en algún momento de 2004. Novell pretende continuar y extender el desarrollo de los proyectos fundados por Ximian y a la vez agregar soporte para sus paquetes de software Groupwise y ZenWorks.

## Productos
Los productos de Ximian incluían:
- Ximian Desktop
- Evolution, equivalente al Microsoft Outlook.
- Connector
- Red Carpet
- Mono, una reimplementación libre de la plataforma de desarrollo de, entre otras, .NET, ideada por Microsoft y estandarizada en su mayor parte bajo ECMA.